# Constitución pontificia
El término constitución pontificia se usa en ocasiones para referirse a una bula emitida por el Papa; no obstante el término que se utiliza en la Acta Apostolicae Sedis, no es el de constitución pontificia, sino el de constitución apostólica.
En todo caso, no corresponde al concepto actual que tenemos de "Constitución"; lo más parecido a una constitución dentro de la Iglesia católica es la "Ley Fundamental de la Iglesia" (Lex Ecclesiae Fundamentalis) comisionada en 1965 por el Papa Pablo VI, que no llegó a promulgarse. Aunque no exista una carta fundamental, la Iglesia se rige por un conjunto de leyes agrupadas dentro del Código de Derecho Canónico.